# 羅庭德
羅庭德，於2020年1月7日以25歲之齡成為香港史上最年輕的區議會主席，北區連線成員，曾任香港北區區議會主席兼皇后山選區區議員。其兄長羅庭輝曾任黃毓民議員助理。羅氏兄弟一直主打發展本土經濟、振興香港實業路線，提倡於鄉郊地區發展民宿及文創事業，鼓勵年輕人學習務農及工廠生產知識。

## 從政

### 成立北區連線
羅庭德聯同北區多名民主派區內進行社區服務的政治素人組成北區連線，動員參選2019年香港區議會選舉，以打破北區區議會長期由建制派以及鄉事派壟斷的局面，而在該次選舉中，10名成員共勝出7席，羅庭德亦循皇后山選區當選，成為了2020-2023年度北區區議會內的最大的議政團體。

### 參選2019年區議會選舉
羅庭德出選皇后山選區，最終以2,969票當選，擊敗時任議員民建聯鄧根年及鄧振健。
| 政党   | 政党     | 候选人    | 票数 | %      | ± |
| ------ | -------- | --------- | ---- | ------ | - |
|        | 無黨派   | ①. 鄧振健 | 549  | 9.85%  |   |
|        | 民建聯   | ②. 鄧根年 | 2054 | 36.86% |   |
|        | 北區連線 | ③. 羅庭德 | 2969 | 53.28% |   |
| 多数票 | 多数票   | 多数票    | 915  | 16.42% |   |

### 當選北區區議會主席

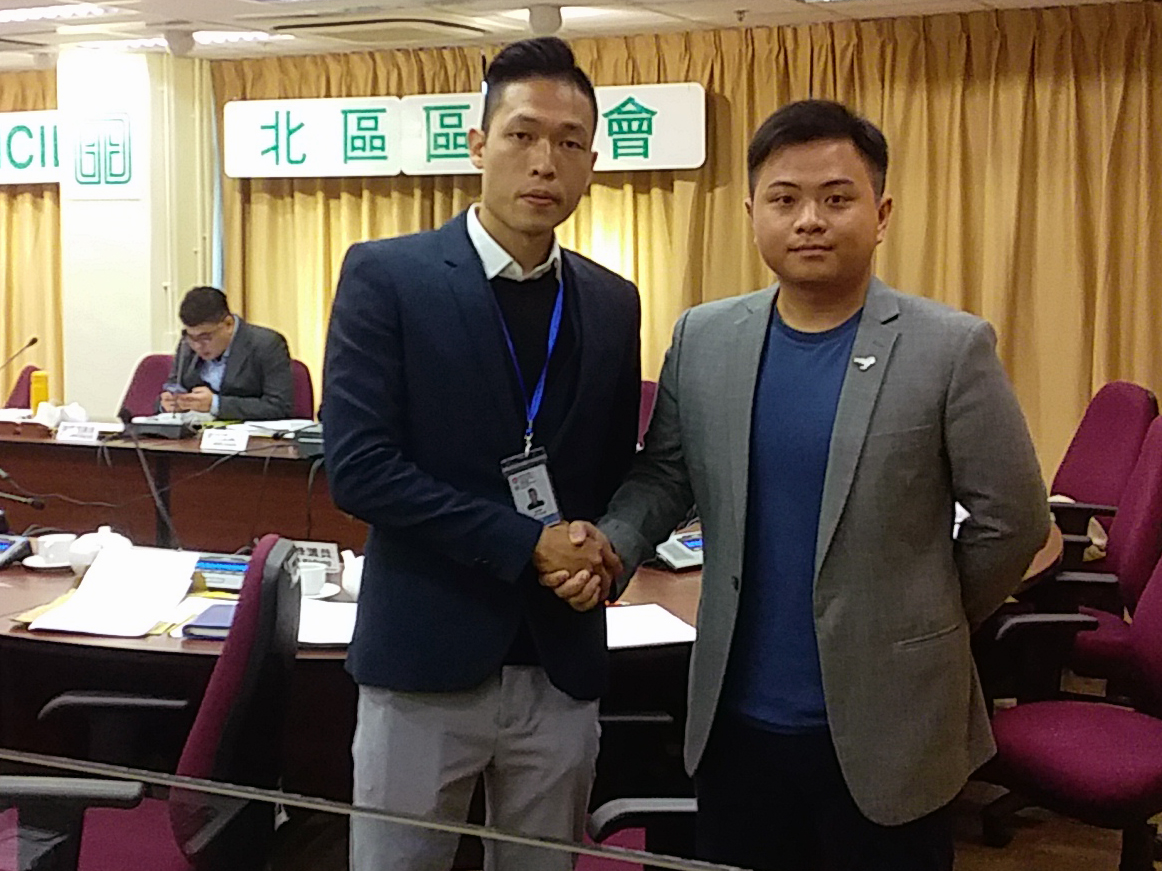
香港特別行政區第六屆北區區議會議員於2020年1月7日舉行第一次會議並互選正副主席職位，北區連線羅庭德（左）及民主黨陳旭明（右）分別獲選為正副主席。

2020年1月3日，當時北區三大政黨民主黨、新民主同盟及北區連線經協調後，北區連線決定提名參選區議會主席，而民主黨願意競選副主席，新同盟則出選重要委員會主席。
羅庭德於2020年1月7日以25歲之齡在沒有競爭對手下自動當選北區區議會主席，成為香港史上最年輕的區議會主席，民主黨陳旭明則當選北區區議會副主席，羅當選後在會上發言指他是「首位本土派議長」。

### 粉嶺暉明邨抗議行動
因應2019冠狀病毒病疫情，特區政府在1月25日宣布將位於粉嶺未入伙的公屋暉明邨，改裝為臨時居所，視乎需要給予沒有病徵的緊密接觸者作隔離觀察，亦會考慮給予有需要的醫護人員入住。事件引起逾百名居民下午到暉明邨外抗議示威，期間有人以水馬等雜物架設路障，堵塞暉明邨的路口，拒讓外來車輛入邨。至下午4時許，多名北區區議員到場了解，其中北區區議會主席羅庭德表示，暉明邨附近有7個大型屋苑、8間中小學，以及4間社區中心，加上暉明邨本為新界東北居民安置的地方，批評政府事前未有進行諮詢，斥責做法「離譜」。

## 資料來源與註釋
1. ↑  . 2019 District Council Election. 2019-11-25  [2019-12-30]. （原始内容存档于2020-01-02）.
2. ↑  . 立場新聞. 2019-10-03  [2020-01-10]. （原始内容存档于2019-10-04）.
3. ↑  馮曉彤. . 香港獨立媒體. 2019-10-04  [2020-01-10]. （原始内容存档于2019-12-03）.
4. ↑  彭毅詩. . 香港01. 2019-10-03  [2020-01-10]. （原始内容存档于2019-10-23）.
5. ↑  . 選舉事務處.   [2020-01-05]. （原始内容存档于2020-01-14）.
6. ↑  . 立場新聞. 2020-01-03  [2021-04-24]. （原始内容存档于2020-11-24） （中文（香港））.
7. ↑  劉錦華. . 香港01. 2020-01-03  [2021-04-24]. （原始内容存档于2020-06-28）.
8. ↑  . 立場新聞.   [2020-01-07]. （原始内容存档于2020-01-08） （中文（香港））.
9. ↑  . www.hk.chat.   [2021-05-11]. （原始内容存档于2021-05-12）.
10. ↑  . www.mingpaocanada.com.   [2021-05-11].
11. ↑  . 澳洲生活网. 2020-01-27  [2021-05-11]. （原始内容存档于2021-05-13）.
12. ↑  . www.bastillepost.com. 2020-01-26  [2021-05-11].

## 外部連結
- 北區區議會 - 北區區議會議員資料 羅庭德先生 （页面存档备份，存于）

| 議會席位      | 議會席位                                                 | 議會席位      |
| ------------- | -------------------------------------------------------- | ------------- |
| 前任： 鄧根年 | 北區區議會 皇后山選區區議員 2020年1月1日－2023年12月31日 | 繼任： 末任   |
| 前任： 蘇西智 | 北區區議會主席 2020年1月7日－2023年12月31日              | 繼任： 賴子堅 |